# Bâtiment de Lipót Goldschmidt
Le bâtiment de Lipót Goldschmidt (en serbe cyrillique : Зграда Липота Голдшмита ; en serbe latin : Zgrada Lipota Goldšmita) est situé à Zrenjanin, dans la province de Voïvodine et dans le district du Banat central, en Serbie. Avec l'ensemble du quartier ancien de la ville, il est inscrit sur la liste des entités spatiales historico-culturelles de grande importance de la république de Serbie (identifiant no PKIC 48) et, à ce titre, sur la liste des monuments culturels serbes protégés.

## Présentation
Le bâtiment, situé 22 rue Aleksandra I Karađorđevića, a été construit dans les années 1870 et reconstruit en 1910 selon des plans de l'architecte István Bart dans le style Sécession. Au XIXe siècle, il a servi de résidence à la famille de Pavle Ilić qui a ouvert la première pharmacie de la ville ; la maison a ensuite été achetée par Petar Jakob qui lui a donné son apparence actuelle en 1910 puis par le marchand juif Lipót (Leopold) Goldschmidt qui travaillait dans le négoce des vêtements et y a ouvert un atelier de couture réputé.
István Bart a donné à la façade une décoration géométrique « dynamique » soulignée par la polychromie de l'ensemble, en rupture avec d'autres créations académiques de la même période.
De nombreuses modifications ont été apportées à l'architecture de l'édifice. La cour intérieure a notamment été recouverte d'une structure légère en acier et en tôle qui l'a intégrée au bâtiment principal.